# Tarcza manewrowa

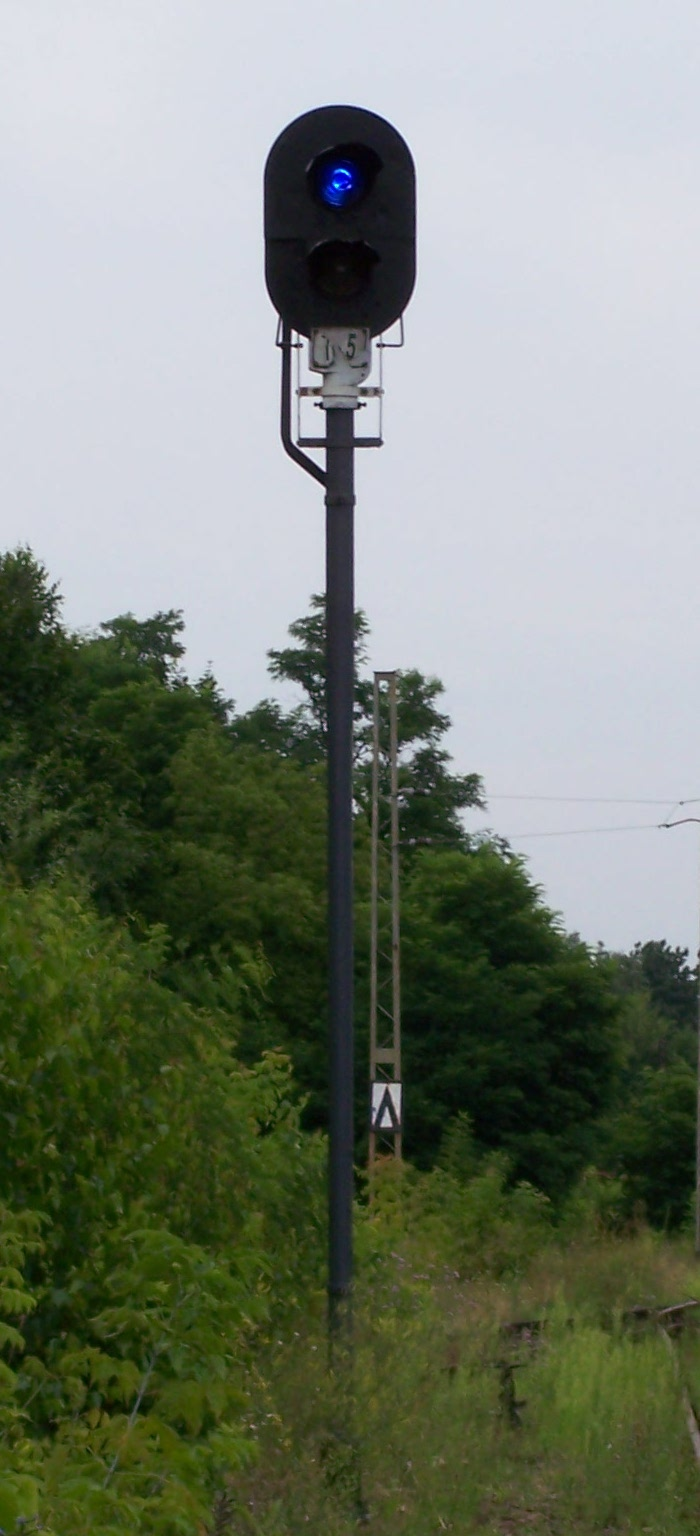
Tarcza manewrowa wysoka

Tarcza manewrowa – urządzenie sygnalizacyjne stosowane w ruchu kolejowym zabraniające lub zezwalające maszyniście pojazdu trakcyjnego przejazdu za tarczę w czasie manewrów. Podobnie jak do semaforów, wyróżnia się tarcze świetlne i kształtowe. Sygnały na tarczach manewrowych są ważne tylko dla manewrów, nie obowiązują podczas jazdy pociągowej. W zasadniczym stanie tarcza wskazuje sygnał M1 (kształtowa) lub Ms1 (świetlna) zabraniający jazdy manewrowej. Sygnał zezwalający ukazuje się po ułożeniu przebiegu manewrowego.

## Tarcze manewrowe na szlakachPKP

### Tarcze kształtowe

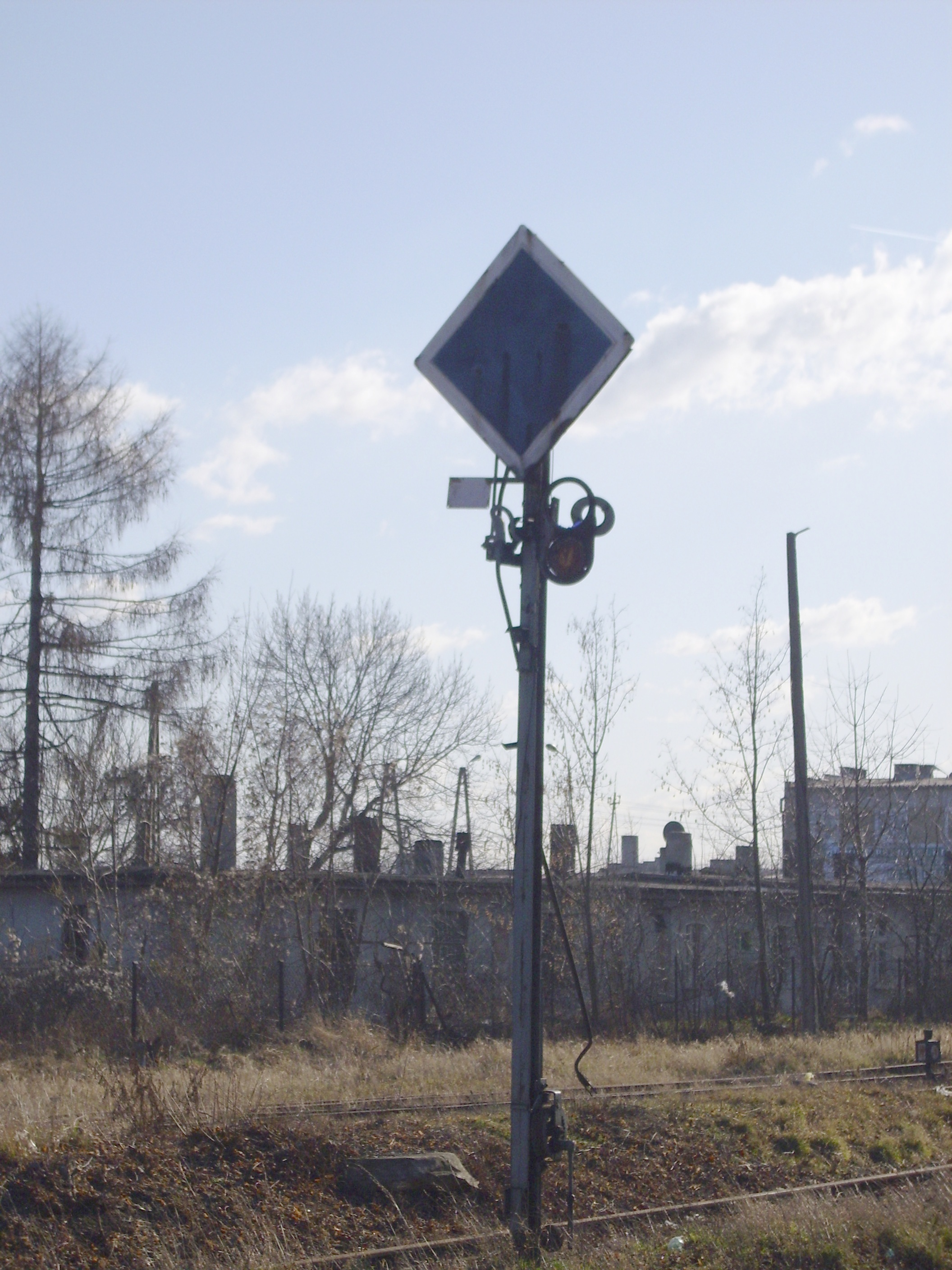
Tarcza manewrowa kształtowa

Tarcze manewrowe kształtowe są urządzeniami mechanicznymi zaopatrzonymi w blaszaną tarczę niebieską kwadratową z białą obwódką, która w pozycji pionowej ukazuje sygnał M1, natomiast odchylona do pozycji poziomej ukazuje sygnał M2. Tarcza dla zapewnienia widoczności w nocy jest wyposażona w latarnie z dwiema (białą – M2, niebieską – M1) przysłonami. Jeżeli tarcza jest odblaskowa to można (zgodnie z najnowszą poprawką instrukcji Ie-1 (E1)) na tarczy nie stosować latarni. Istnieją dwa rodzaje tarcz manewrowych kształtowych:
- nieruchome – tarcza ustawiona na stałe pionowo w sposób ciągły zabrania przetaczania i manewry poza nią są dopuszczalne w tylko niektórych przypadkach.
- dwustawne – tarcza ma możliwość odchylania w osi poziomej – tarcza w pozycji poziomej (maszynista widzi jedynie płaską blachę) oznacza zezwolenie na przetaczanie.

| M1 Jazda manewrowa zabroniona | M2 Jazda manewrowa dozwolona |

### Tarcze świetlne

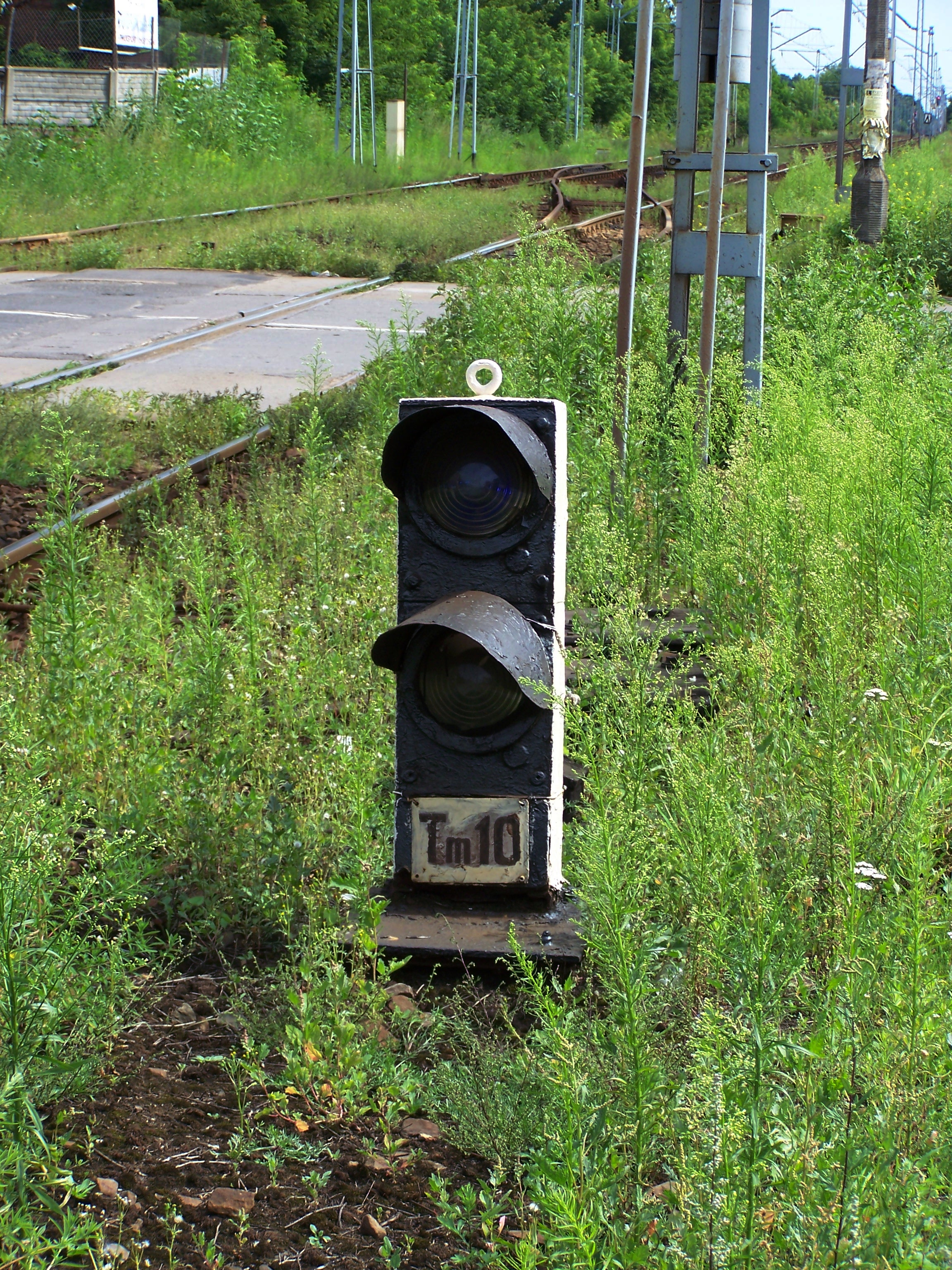
Tarcza manewrowa niska (karzełkowa)

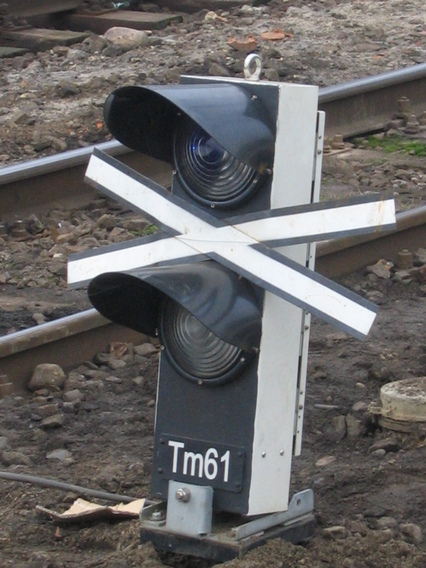
Unieważniona tarcza manewrowa

Tarcze manewrowe świetlne, wyglądające podobnie jak semafory, ale o słupie pomalowanym na szaro, na którym znajduje się oprawa z dwiema latarniami w jednym pionie: jedna ze szkłem niebieskim i jedna ze szkłem matowobiałym albo wyjątkowo tylko ze szkłem niebieskim. Często spotyka się tarcze manewrowe świetlne w postaci sygnalizatora karzełkowego: niska podstawa betonowa z umieszczoną na niej głowicą świetlną; jest on stosowany, gdy tarcza wysoka nie mieści się w skrajni. Spotykane są też tarcze świetlne w sposób ciągły zabraniające manewrów. Posiadają tylko latarnię światła niebieskiego. Tarcze takie nie mają możliwości wyświetlenia sygnału zezwalającego na manewry. Jest to jednak rozwiązanie bardzo rzadkie.
| Ms1 Jazda manewrowa zabroniona | Ms2 Jazda manewrowa dozwolona |